# Natuurpark Chera-Sot de Chera

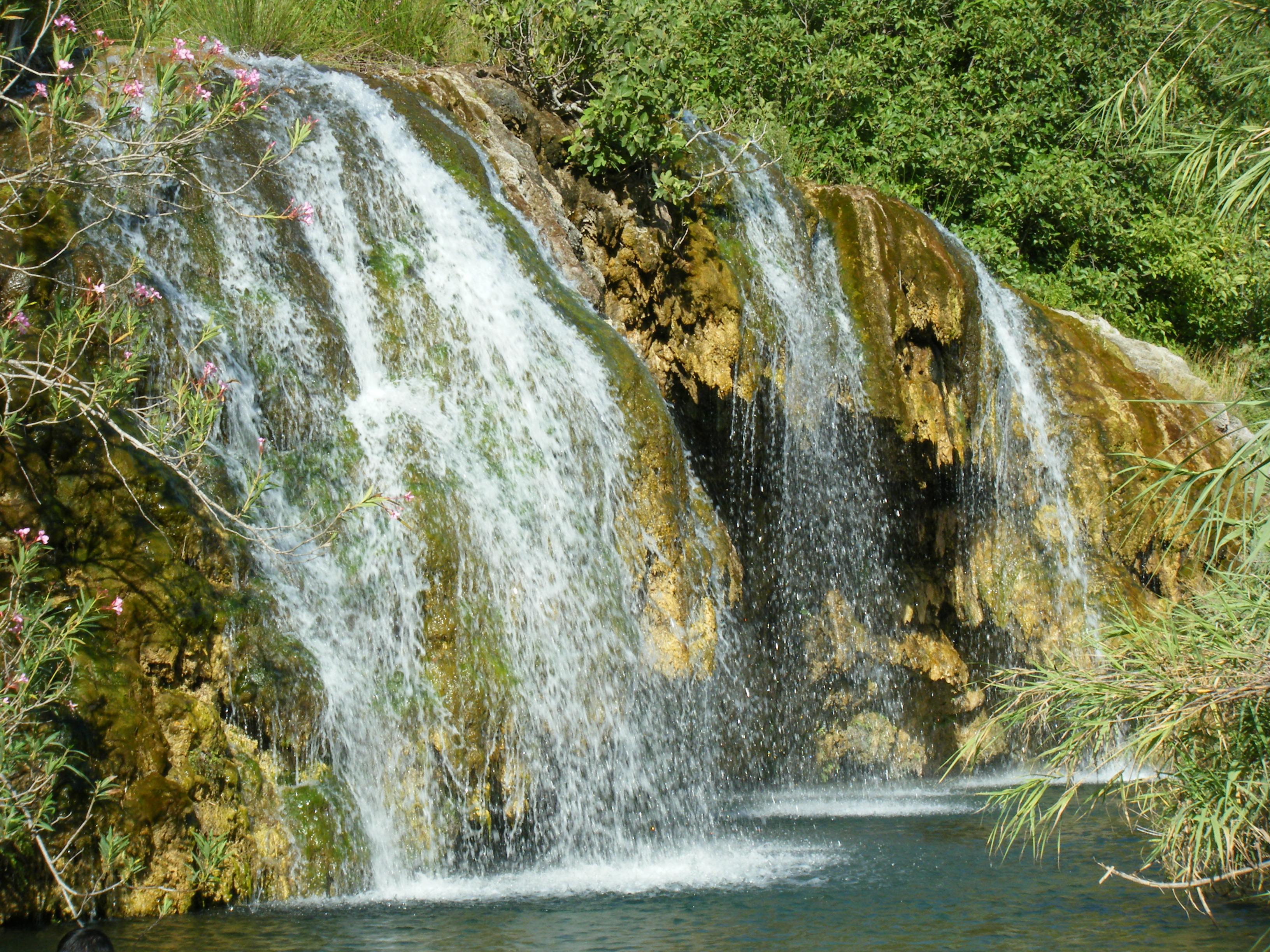

Het Natuurpark Chera-Sot de Chera (Valenciaans: Parc Natural Geològic de Chera-Sot de Chera/Spaans: Parque natural Geológico de Chera-Sot de Chera) is een natuurpark in de regio Valencia in Spanje. Het natuurpark werd opgericht in 2007 en is 6451 hectare groot. Het natuurpark omvat verschillende aardlagen die dagzomen en het stuwmeer Buseo.